# Nacerdochroides suturalis
Nacerdochroides suturalis es una especie de coleóptero de la familia Oedemeridae.

## Distribución geográfica
Habita en Indonesia.